# 八幡の藪知らず
八幡の藪知らず（）は、千葉県市川市八幡にある森の通称。古くから禁足地とされており、「足を踏み入れると二度と出てこられなくなる」という神隠しの伝承とともに有名である。

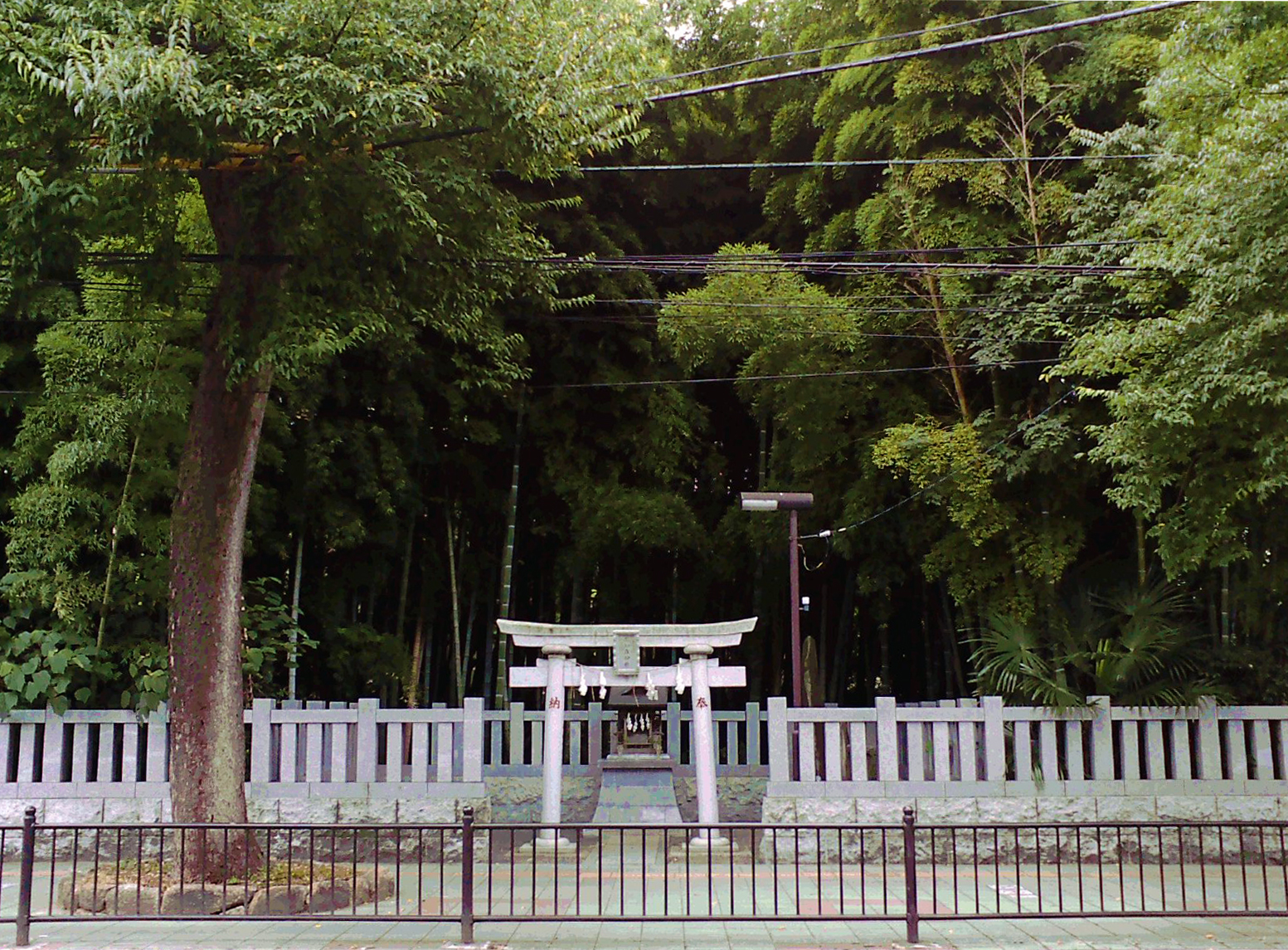
八幡の藪知らず

市川市が設けた解説板には、「不知八幡森（）」と記されており、ほかに「不知森（）」「不知藪（）」とも称される。現在は不知森神社（）の一角のみ立ち入りができる。

## 概況

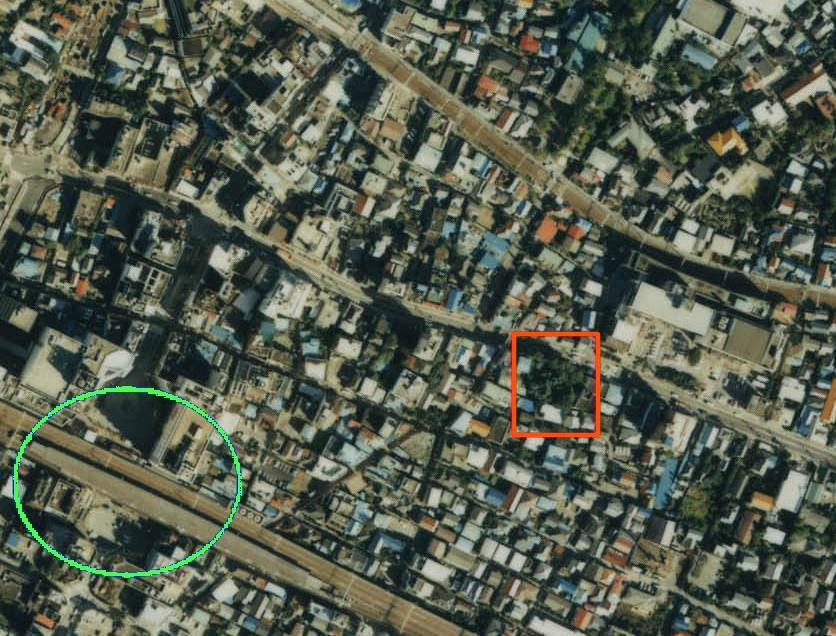
航空写真から見た八幡の藪知らず（写真・オレンジ色で囲まれた部分）。左の緑の円はJR本八幡駅。

八幡の藪知らずは、本八幡駅から徒歩5分程度離れた千葉街道（国道14号線）沿い、市川市役所の斜め向い側にあり、隣には駐輪場がある。周辺は宅地化が進んでいるため、人通りは多い。近くには八幡の地名の由来となった葛飾八幡宮もある。藪の広さは奥行き・幅ともに18メートルほどで、決して方向感覚を失って迷うほどの広さではない。
かつては細竹、漆、松、杉、柏、栗などの樹木が生い茂る雑木林であり、昭和の末頃までは、樹齢を経た木々の鬱蒼とした様を見ることができたが、近年は孟宗竹に侵食され、樹木は僅かに残るのみである。また、藪の中央部が窪んでいるという地形的特徴がある。もともと藪の範囲は今より広かったとも言われるが、少なくとも江戸時代の文献には、既に現在と同程度の広さであったことが記されている。なお、近年の道路拡張で一部が削り取られている。
「この藪に足を踏み入れると二度と出てこられなくなる」という伝承は、後述するように由来には諸説あるが、少なくとも江戸時代から当地で語り継がれており、藪の周りは柵で囲まれ人が入れないようになっている。街道に面して小さな社殿が設けられており、その横には「不知八幡森（しらずやわたのもり）」と記された安政4年（1857年）伊勢屋宇兵衛建立の石碑がある。この社殿は凹状となった藪囲いの外側にあり、社殿の敷地に立ち入って参拝をすることができる。なお、伸びすぎた孟宗竹の剪定・伐採は（域内に入らないかたちで）時折行われている。

## 由来
八幡の藪知らずの伝承は、江戸時代に記された書籍にすでに見ることができるが、それ以前から存在したか否かは定かではない。また、なぜこの地が禁足地になったかの理由についても、明確な根拠があるわけではない。しかし諸説いずれにせよ、近隣の人たちはこの地に対して畏敬の念を抱いており、現在も立ち入る事はタブーである。
以下、伝承の由来に関する有名な説を挙げる。
- 日本武尊の陣屋説[1]
- 平良将の墓所説
- 平将門の墓所説
- 将門の家臣の墓所説 - 当地で将門の首を守りつづけ、そのまま泥人形になったといわれている。寛延2年（1749年）に書かれた『葛飾記』には、討たれた将門が当地を通った際に慕って付いてきた家来6名が土人形として顕れ、風雪により土と化した、とある[2]。

これらの偉人に関する説は、いずれも該当する人物の祟りなどのために立入禁止になったといわれている。ただし、墓所・陣屋跡の比定地には異説も多い。
- 将門が朝廷軍と戦ったとき、将門軍の鬼門に当たった場所であったとする説[1]。
- 将門征伐のために布かれた八陣の法の跡説 - 陣を布いた平貞盛と藤原秀郷が乱平定後帰京に際し、地元民に「この場所は八門遁甲の死門（天地の鬼神が各方隅を循環して生殺するとの信仰に基づく8つの門のうちのひとつ[3]）であるゆえ、今後足を踏み入れてはならない。踏み入れた者には必ず害がある」と告げて言った、とする説[1][4]。

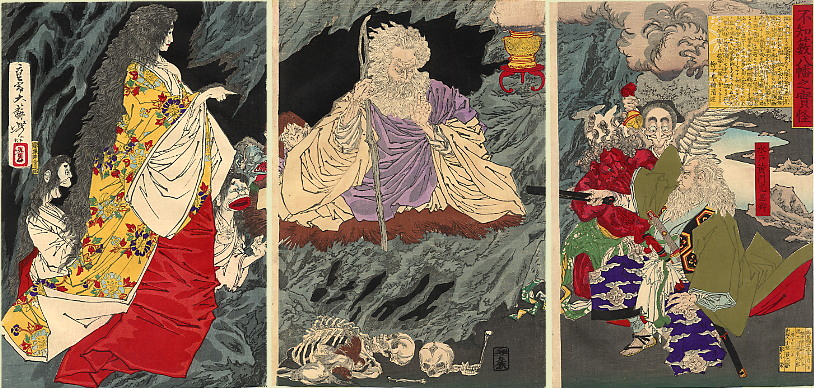
月岡芳年「不知藪八幡之実怪」。水戸黄門（右）の前に異人があらわれる

- その他、昔の豪族・貴族の墓所とする説

- 水戸黄門が迷って出てこられなかった説
水戸黄門が伝承を聞き、馬鹿げた話だと当地に立ち入ったところ、白髪の老人が現れ「戒めを破って入るとは何事か、汝は貴人であるから罪は許すが、以後戒めを破ってはならぬ」と告げたとする伝承[1]。後に錦絵に描かれ広まった[1]。
- 藪の中央部の窪地から毒ガスが出ているという説[注釈 2]
- 藪に底なし沼があるという説
- 葛飾八幡宮の跡地説
至近にある葛飾八幡宮の旧地とする説　- 文化7年 (1810年) 刊行の『葛飾誌略』には、地元の古老の話では仮遷宮（本殿落成の間や社殿改築工事の間、神体を移しておく仮の社殿）だった、とある[2]。
- 近隣の行徳村の飛び地（入会地）説
地元である八幡の住民は当地に入れないため、このような伝説ができたという説[1]。

## 近世期の変遷
江戸時代の地誌からその記載が認められる。前期は平将門や日本武尊に結び付けられて説明され、『遊歴雑記』において水戸黄門説話が付与されていく。
- 『葛飾記』1749年（寛延2年）
- 『金ケ作紀行』1765年（明和2年）
- 『葛飾私略』1810年（文化7年）頃
- 『勝鹿図志手繰舟』1813年（文化10年）
- 『遊歴雑記』1814年（文化11年）
- 『船橋紀行』1823年（文政6年）
- 『江戸名所図会』1829年（文政12年）序
- 『嘉陵紀行』1835年（天保5年）
- 『下総名勝図絵』1846年（弘化3年）
- 『神野山日記』1854年（嘉永7年）
- 『成田参詣記』1858年（安政5年）
水戸黄門説話は、実録小説にその原型を求めることができる。
- 『水戸黄門仁徳録』宝暦年間（1751年 - 1764年）前後の成立か[7]
また、般若心経の注釈書にも、薮知らず説話が受容されている。そこでは、「釋の浄念」という僧侶が藪知らずに足を踏み入れる説話が記されている。
- 『般若心経絵入講釈』[8]
江戸時代にはこの森を真似て迷宮式の藪を作り、入場料を取って中に入らせ、無事に出てこられた者に賞品を出すという興行場が現れたことがあった[9]。

## 近代以降の展開

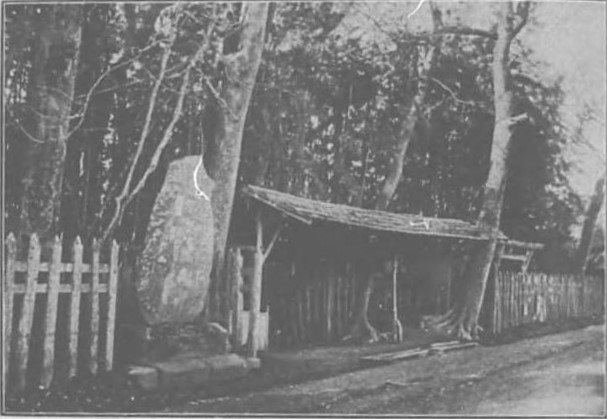
1912（明治45）年頃の八幡の藪知らず

迷宮式の興行場は、明治10年頃に復活し、大流行となった。こうした迷路は八幡不知（やわたしらず）のほか、八陣、かくれ杉などと呼ばれた。
明治11年には、歌舞伎として『黄門記八幡大藪』が上演されている。月岡芳年の錦絵は、この興行パンフレットに掲載されたものである。
大正12年の『千葉県東葛飾郡誌』には、薮知らずについての七つほどの説が紹介されている。
口承文芸資料としては、以下のようなものがある。
- 『市川のむかし話』市川民話の会　1980年ち『続・市川のむかし話』
- 『続・市川のむかし話』市川民話の会　1990年
- 『市川の伝承民話』市川市教育委員会　1992年[12]
- 『改訂新版・市川のむかし話』市川民話の会　2012年

なお、人類学者の鳥居龍蔵は八幡の藪知らずに立ち入った際の経験を「思いきって竹藪に入って見たところ藪の竹は広く切り取られ、中は明るくなっており、少しも恐ろしい所はない。さらに藪の内部を見廻すと、ただ普通の地面に竹が生えているだけで、少しも人工を加えたような所はなかった。」と記述している。

## 慣用句
伝承が有名になったため、「八幡の藪知らず」は「入ったら出られない藪や迷路」の総称となった。それが更に転じて「道に迷うこと」「出口のわからないこと」を「八幡の藪知らず」「やわたしらず」と言うようになった。

## アクセス
- 総武本線、都営新宿線・本八幡駅から徒歩5分
- 京成本線・京成八幡駅から徒歩5分

## 景観

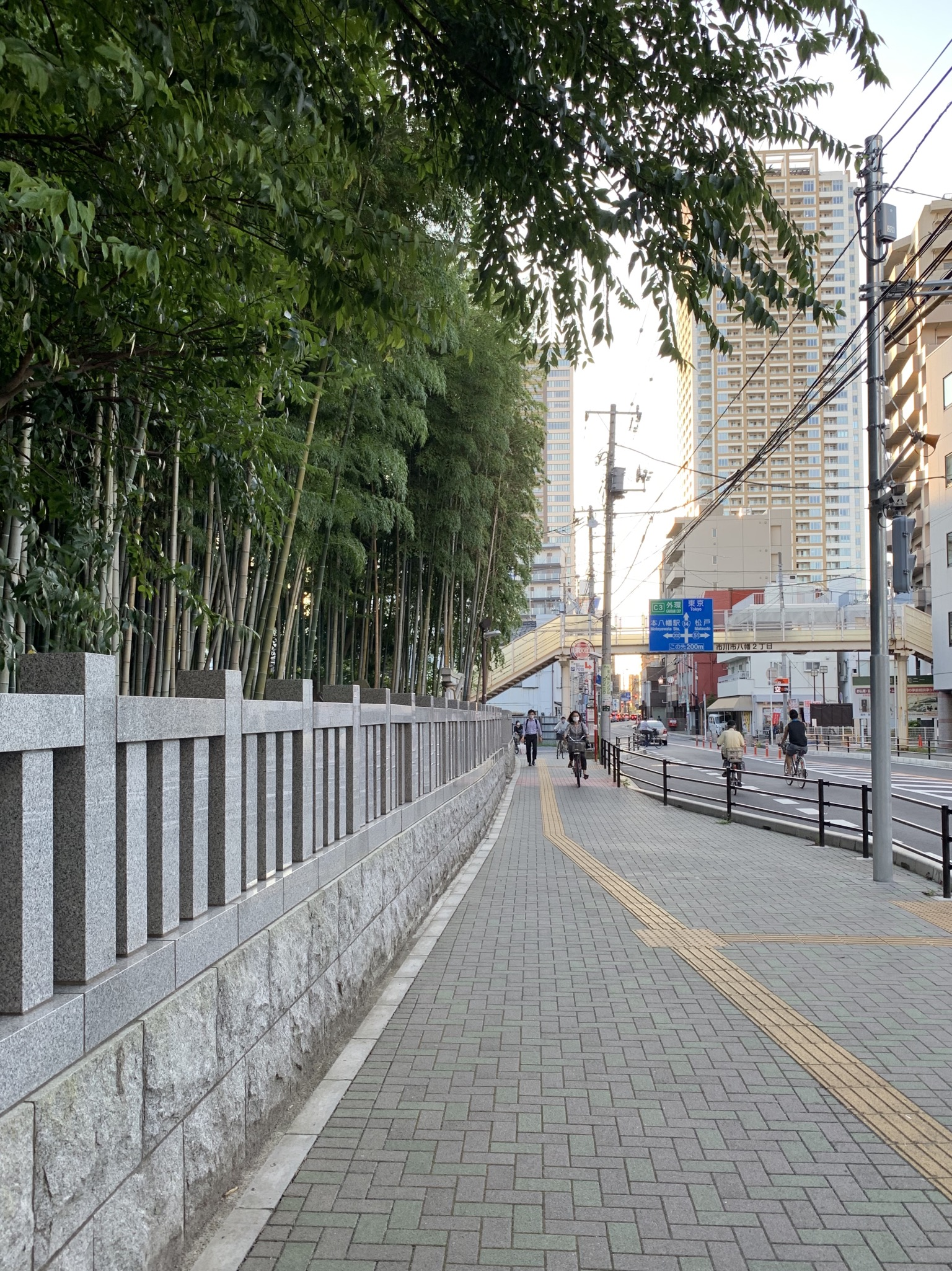
八幡の藪知らず前から本八幡駅方面を望む（2020年8月）
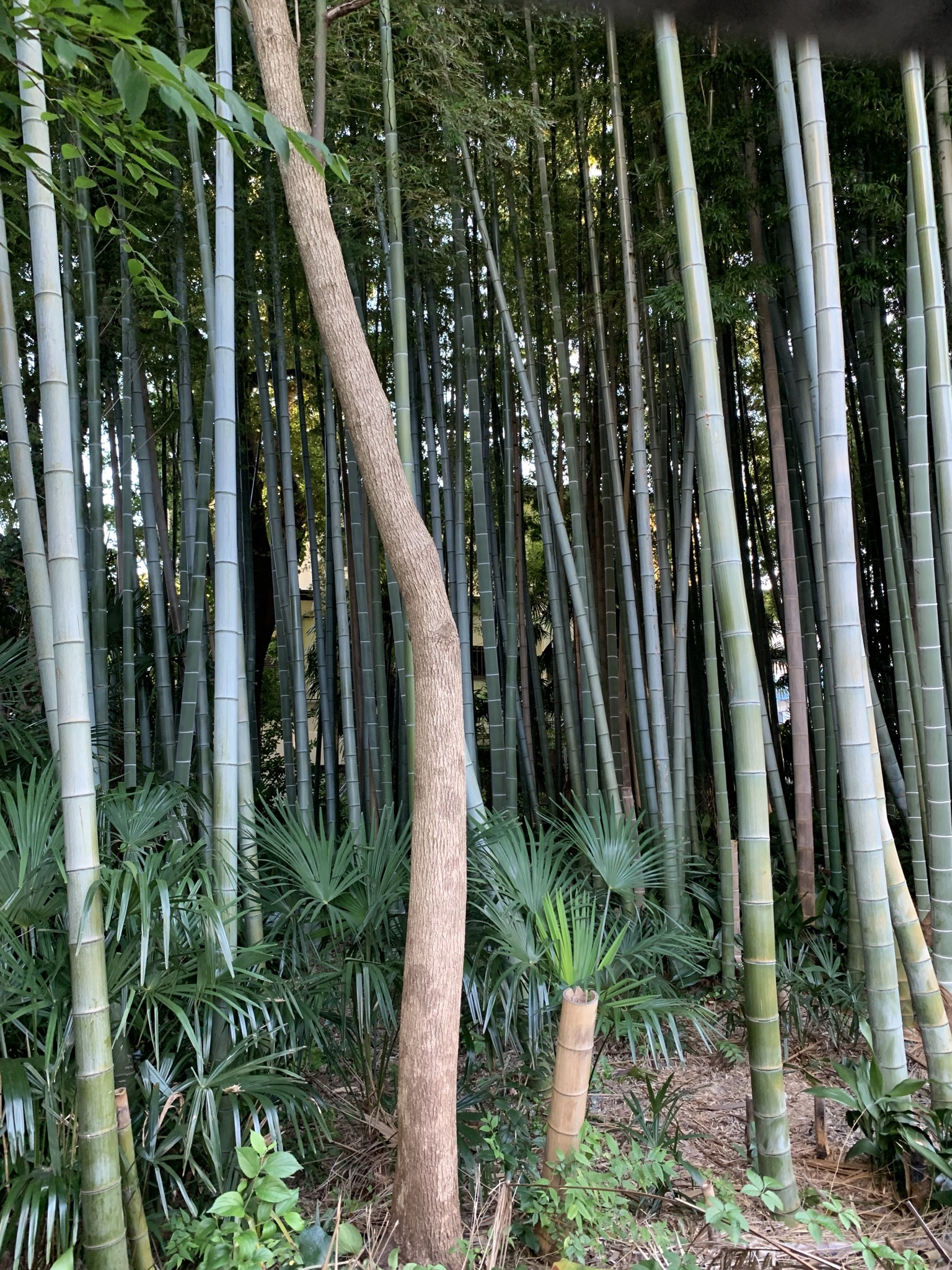
八幡の藪知らずの藪（2020年8月）
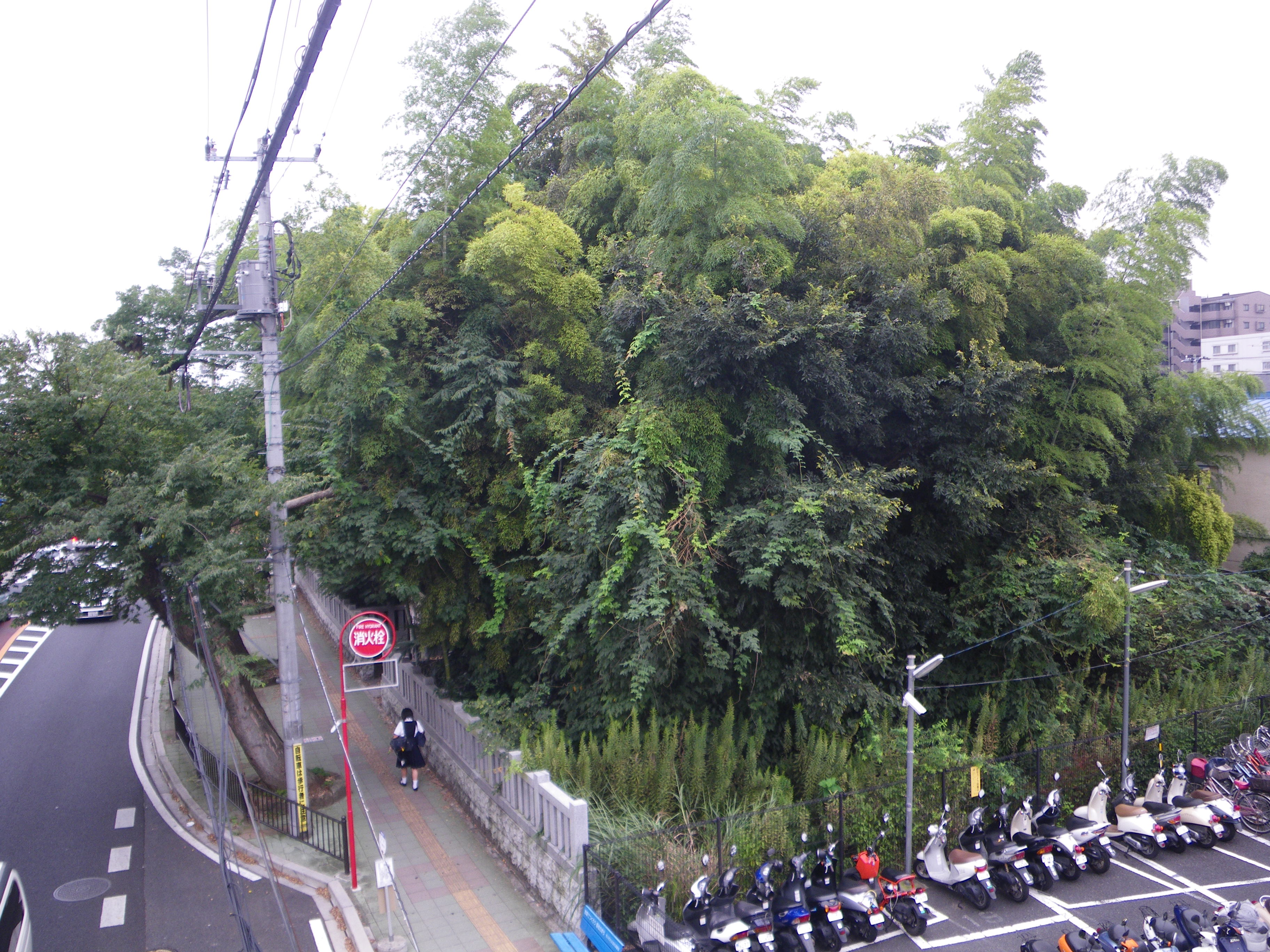
近くの歩道橋上から見た八幡の藪知らず（2008年9月）